# Aire urbaine de Pithiviers
L’aire urbaine de Pithiviers est une aire urbaine française centrée sur la commune de Pithiviers dans le département du Loiret et la région Centre-Val de Loire. Elle possède un périmètre identique à celui de l’unité urbaine de Pithiviers.
D'après la définition qu'en donne l'Institut national de la statistique et des études économiques (INSEE), l'aire urbaine de Pithiviers constitue une « moyenne aire » c'est-à-dire « un ensemble de communes, d'un seul tenant et sans enclave, constitué par un pôle (unité urbaine) de 5 000 à 10 000 emplois, et par des communes rurales ou unités urbaines dont au moins 40 % de la population résidente ayant un emploi travaille dans le pôle ou dans des communes attirées par celui-ci ».
Elle est comprise dans la zone d'emploi de Pithiviers.
C'est l'une des sept aires urbaines du Loiret.
Le périmètre de l'aire urbaine de Pithiviers a été modifié en 2010.

## Géographie
L'aire urbaine de Pithiviers est composée de trois communes toutes situées dans le département du Loiret et la région naturelle du Gâtinais. Ses 11 176 habitants font d'elle la quatrième aire urbaine du département.
Les trois communes de l'aire urbaine sont des pôles urbains.
Le tableau suivant détaille la répartition de l'aire urbaine sur le département (les pourcentages s'entendent en proportion du département) :
| Département | Communes | Communes (%) | Superficie (km²) | Superficie (%) | Population (2015) | Population (%) |
| ----------- | -------- | ------------ | ---------------- | -------------- | ----------------- | -------------- |
| Loiret      | 3        | 0,9          | 32,09            | 0,5            | 12 284            | 1,8            |

### Démographie
La population de l'aire urbaine a compté jusqu'à 11 469 habitants en 1999.
| 1968  | 1975   | 1982   | 1990   | 1999   | 2008   |
| ----- | ------ | ------ | ------ | ------ | ------ |
| 9 721 | 11 267 | 10 964 | 11 389 | 11 469 | 11 176 |

Pyramide des âges
Au recensement de 2008, la population comptait 5 750 femmes pour 5 426 hommes.
| Hommes | Classe d’âge | Femmes |
| ------ | ------------ | ------ |
| 0,4    | + 90         | 1,4    |
| 7,4    | 75-89        | 11,8   |
| 13,6   | 60-74        | 13,4   |
| 18,9   | 45-59        | 18,3   |
| 18,7   | 30-44        | 17,9   |
| 21,6   | 15-29        | 18,7   |
| 19,5   | 0-14         | 18,5   |

### Liste des communes
Voici la liste des trois communes de l'aire urbaine de Pithiviers, toutes comprises dans le département du Loiret et le canton de Pithiviers,.
Le nouveau zonage en aires urbaines de 2010 publié par l'INSEEmodifie la composition de l'aire urbaine de Pithiviers qui n'inclut plus les communes d'Ascoux, Bouilly-en-Gâtinais, Bouzonville-aux-Bois, Escrennes, Laas, Mareau-aux-Bois, Pithiviers-le-Vieil et Vrigny.
| Code INSEE | Commune    | Type        | Statut       | Superficie (km²) | Population (2015) | Densité moyenne (hab./km²) |
| ---------- | ---------- | ----------- | ------------ | ---------------- | ----------------- | -------------------------- |
| 45038      | Bondaroy   | Pôle urbain | Banlieue     | +0006,94         | +00 000419,       | +00060,4                   |
| 45119      | Dadonville | Pôle urbain | Banlieue     | +0018,21         | +0 0002 450,      | +00134,5                   |
| 45252      | Pithiviers | Pôle urbain | Ville-centre | +0006,94         | +0 0009 100,      | +01 311,2                  |
|            | Total      |             |              | +0032,09         | +00011 969,       | +00373,                    |

## Administration
L'aire urbaine de Pithiviers appartient à l'arrondissement de Pithiviers et est comprise dans le canton de Pithiviers.